# ジム・モリス (映画プロデューサー)
ジム・モリス（英語: Jim Morris）は、アメリカ合衆国の映画プロデューサー。映像制作会社ピクサー・アニメーション・スタジオのゼネラルマネージャー兼社長である。

## 来歴
ピクサー・アニメーション・スタジオの元社長エドウィン・キャットマルが引退し、モリスが後任として就任した。